# Вотсон (Луїзіана)
Вотсон (англ. Watson) — переписна місцевість (CDP) в США, в окрузі Лівінґстон штату Луїзіана. Населення — 956 осіб (2020).

## Географія
Вотсон розташований за координатами 30°34′30″ пн. ш. 90°57′3″ зх. д. / 30.57500° пн. ш. 90.95083° зх. д. (30.574901, -90.950797).  За даними Бюро перепису населення США в 2010 році переписна місцевість мала площу 2,48 км², уся площа — суходіл.

## Демографія
Згідно з переписом 2010 року, у переписній місцевості мешкало 1047 осіб у 381 домогосподарстві у складі 310 родин. Густота населення становила 421 особа/км².  Було 389 помешкань (157/км²).
Расовий склад населення:
| - 97,3 % — білих - 1,3 % — чорних або афроамериканців - 0,3 % — корінних американців - 0,2 % — азіатів |

До двох чи більше рас належало 0,7 %. Частка іспаномовних становила 1,0 % від усіх жителів.
За віковим діапазоном населення розподілялося таким чином: 24,7 % — особи молодші 18 років, 65,2 % — особи у віці 18—64 років, 10,1 % — особи у віці 65 років та старші. Медіана віку мешканця становила 38,8 року. На 100 осіб жіночої статі у переписній місцевості припадало 91,4 чоловіків;  на 100 жінок у віці від 18 років та старших — 89,9 чоловіків також старших 18 років.
Середній дохід на одне домашнє господарство  становив 78 006 доларів США (медіана — 60 045), а середній дохід на одну сім'ю — 122 092 долари (медіана — 109 750). Медіана доходів становила 68 210 доларів для чоловіків та 45 375 доларів для жінок. За межею бідності перебувало 7,8 % осіб, у тому числі 0,0 % дітей у віці до 18 років та 27,2 % осіб у віці 65 років та старших.
Цивільне працевлаштоване населення становило 374 особи. Основні галузі зайнятості: роздрібна торгівля — 26,2 %, виробництво — 22,2 %, освіта, охорона здоров'я та соціальна допомога — 15,8 %, фінанси, страхування та нерухомість — 14,2 %.